# Olla podrida

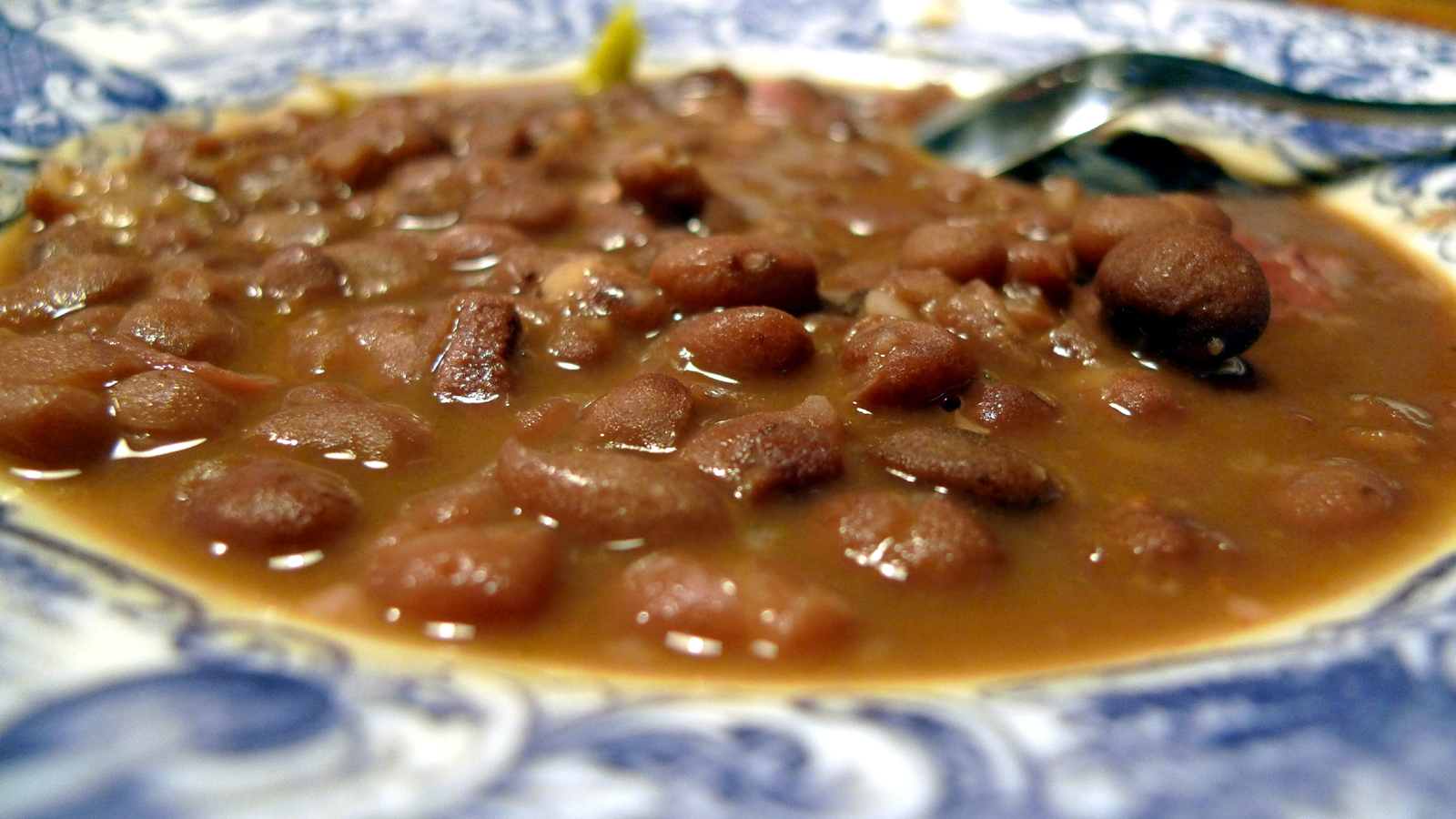
Olla podrida

Olla podrida (dosł. zgniły garnek) – hiszpańska potrawa jednogarnkowa, gotowana z resztek. Składają się na nią różnego typu mięsa i wędliny (np. kiełbasa czosnkowa lub szynka), warzywa, groch, soczewica, fasola i ryż (fakultatywnie lub łącznie). W praktyce do garnka wkładano wszystko, co było pod ręką, także rzepę, marchew, cieciorkę, dynię, kapustę, czy nawet pomidory. 
Początkowo stanowiła ważną pozycję w menu wieśniaków kastylijskich, a potem stała się potrawą ogólnonarodową.
Potrawa ta wzmiankowana jest w powieści Miguela de Cervantes Don Kichot – ma stanowić jedną z potraw jadanych przez głównego bohatera. Wspomina o niej również Jan Potocki w swej powieści  Rękopis znaleziony w Saragossie. 